# City of Paris (Schiff, 1866)
Die City of Paris war ein 1866 in Dienst gestelltes Passagierschiff der britischen Inman Line, das bis 1884 auf der Strecke von Liverpool nach New York im Einsatz stand und anschließend als Frachtschiff für einen französischen Reeder unter dem Namen Tonquin betrieben wurde. Am 4. März 1885 sank die als Truppentransporter vercharterte Tonquin nach einer Kollision vor Málaga, 24 Menschen kamen hierbei ums Leben.

## Geschichte
Die City of Paris entstand unter der Baunummer 134 in der Werft von Tod and MacGregor in Glasgow und lief im Dezember 1865 vom Stapel. Nach der Übergabe an die Inman Line am 17. Februar 1866 nahm sie den Liniendienst von Liverpool nach New York auf.
Im November 1866 beanspruchte die Inman Line fälschlicherweise das Blaue Band für ihr neues Schiff, während in Wirklichkeit der Geschwindigkeitsrekord der Scotia aus dem Jahr 1862 noch bis 1869 ungebrochen blieb. Dennoch galt die City of Paris als eines der schnellsten Schiffe auf der Atlantikroute. Im Februar 1868 gewann sie ein werbewirksames „Wettrennen“ mit der Russia nach New York mit einer Stunde Vorsprung.
1870 wurde die City of Paris um knappe acht Meter verlängert, wodurch sich auch ihre Tonnage und ihre Passagierkapazität erhöhte. Dies geschah als Reaktion auf die zu dieser Zeit in Dienst gestellten Neubauten der White Star Line, die über mehr Kapazität und Komfort verfügten. 1879 lief das zu diesem Zeitpunkt als Truppentransporter vercharterte Schiff vor Südafrika auf Grund, blieb aber ohne größere Beschädigungen.
Im März 1884 beförderte die City of Paris in einer Sonderfahrt Immigranten aus Portugal nach Hawaii. Im selben Jahr wurde sie an einen französischen Reeder verkauft, zum reinen Frachtschiff umgebaut und als Tonquin an die französische Regierung verchartert, um erneut als Truppentransporter genutzt zu werden. Am 4. März 1885 kollidierte das Schiff auf dem Weg von Cardiff nach Marseille vor Málaga mit dem französischen Schiff Maurice & Réunion und sank in kurzer Zeit. Der Kapitän sowie 23 Besatzungsmitglieder kamen hierbei ums Leben, 38 Personen konnten gerettet werden.